# Hannah Morse Fowler Hall House
Das Hannah Morse Fowler Hall House ist eine historische Residenz in der Nähe der nicht rechtsfähigen Gemeinde Buchanan, Iowa, Vereinigte Staaten. Es wurde 1998 im National Register of Historic Places eingetragen.

## Geschichte
Hannah Morse Fowler Hall war eine wohlhabende Frau aus Wallingford (Connecticut), deren erster Ehemann Anwalt war. Mit ihrem zweiten Ehemann, Abram Hall, zog sie 1845 in das Iowa-Territorium und erwarb 1848 von ihrem eigenen Geld das Grundstück in Cass Township, Cedar County, Iowa. Es war somit in ihrem Besitz, nicht im Besitz ihres Ehemannes. Das Haus wurde im selben Jahr fertiggestellt und etwa zwischen 1968 und 1970 abgerissen. Der nachfolgende Eigentümer Edward Rate betrieb auf dem Grundstück eine Handschuhfabrik.

## Das Gebäude
Das gegenwärtige Gebäude wurde 1854 in Ständerbauweise fertiggestellt, stilistisch beeinflusst vom damals populären griechischen Klassizismus.  Das Haus besteht aus zwei miteinander verbundenen rechteckigen Trakten. Der nördliche Trakt ist etwas höher als der südliche. Im Erdgeschoss des nördlichen Traktes befand sich das Wohnzimmer und das Studierzimmer, das auch als Schlafzimmer genutzt wurde. Das Esszimmer, die Küche und die Speisekammer, die später zu einem Bad umgewandelt wurde, befanden sich im Südtrakt. Der Nordtrakt hat im Obergeschoss zwei Schlafzimmer und ein Bad. Ein Schlafzimmer, das auch als Webraum genutzt wurde, sowie ein Zimmer für den Angestellten befanden sich im Südtrakt. Die beiden Trakte waren im Obergeschoss nicht miteinander verbunden, so dass jeder Trakt ein eigenes Treppenhaus benötigte.